# Odontoptila aquilaria
Odontoptila aquilaria là một loài bướm đêm trong họ Geometridae.